# 토치라이트
《토치라이트》는 루닉 게임즈가 개발하고 2009년 10월 27일 발매된 싱글 플레이 액션 롤플레잉 게임이다. 오픈 소스 엔진인 오거 엔진을 사용했으며,
토치라이트라는 가상의 판타지 세계와, 이곳과 이어져 있는 던전 및 동굴이 배경이 되며, 이곳에서 이루어지는 모험가들과 약탈자, 괴물들의 이야기가 주된 내용이다. 2009년 10월 27에 발매된 버전은 디지털 다운로드 버전이며
, 윈도용 박스 패키지 버전은 2010년 1월 5일에 출시되었다.
게임 개발은 《페이트》의 기획자인 트래비스 볼드리(Travis Baldree)등이 주도했으며, 《디아블로》 시리즈 및 《미소스》에 참여했던 인원이 함께 개발에 참가하고 있다. 사운드 부분 역시 《디아블로 시리즈》(초대부터 2 확장팩까지)의 배경음악을 담당했던 맷 울먼이 담당하고 있다.
후속작으로는 토치라이트 II가 있다.

## 게임 진행
플레이어는 무작위 형태로 생성된 던전을 혼자서 탐험하는 주인공 캐릭터를 조종하며, 수많은 적과 싸우면서 전리품을 챙긴다. 마을에서는 NPC를 통해 아이템을 사고 팔거나, 퀘스트를 얻거나, 창고 관리를 할 수 있다. 퀘스트에는 게임의 스토리가 진행되는 주 퀘스트와 선택사항인 부 퀘스트가 있으며, 주 퀘스트를 정상적으로 마치지 않은 경우 게임 진행이 제대로 되지 않을 수 있다. 여기에는 이른바 쿼터뷰와 유사한 형태의 화면 시점까지, 전반적으로 《디아블로 II》와 흡사한 게임 진행 방식과 조작 방식을 가지고 있다.
한편 풀 3D 게임이라는 점, 전투에 동원가능한 애완동물이 기본 제공된다는 점, 기본 캐릭터 클래스가 세 가지인 점, 캐릭터 고유의 스킬 트리 이외에 자유롭게 배우거나 취소가 가능한 네 가지의 스펠이 스크롤 형태로 따로 제공된다는 점 등은 《디아블로 II》와의 주요 차이점이라 할 수 있다. 루닉 게임즈의 CEO인 맥스 섀퍼(Max Schaefer)는 지금의 토치라이트는 루닉 게임즈에서 기획/개발하고 있는 MMORPG의 프로토타입이기 때문에 디아블로의 아류작이라 할 수 없다고 주장했다.

## 캐릭터 소개
2009년 소개된 싱글 플레이 버전에서는 다음과 같은 세 개의 직업 중 하나를 가진 캐릭터를 생성할 수 있다. 토치라이트 II에서는 NPC로 등장한다.
- 파괴자(Destroyer) : 근접 전투가 주무기이며, 조상의 힘을 빌어 마법을 사용할 수도 있다. 토치라이트 II에서는 NPC로 등장한다.
- 정복자(Vanquisher) : 본명은 베일(Vale). 권총, 소총, 활 등의 원거리 무기를 사용하며, 공격에 마법을 실어 강력한 공격을 하거나, 함정을 설치하여 적을 공격할 수 있다. 토치라이트 II에서는 정복자 군대의 지휘관으로 등장한다.
- 연금술사(Alchemist) : 마법을 주무기로 하는 마법사이다. 마력과 전기력을 특수한 장갑을 통해 조종할 수 있으며, 임프나 로봇 등을 소환하여 전투에 동원할 수 있다. 토치라이트 II에서는 적으로 등장한다.

## MMO 버전
루닉 게임즈는 이 게임을 MMORPG로 다시 내놓을 계획을 가지고 있으며, 본 싱글 플레이 버전을 출시한 뒤 18개월~2년 내에 출시하는 것을 목표로 하고 있다. 커스터마이징 시스템과 새로운 필드, 인스턴스 던전, PVP 시스템이 추가될 예정이다. 맥스 섀퍼의 말에 따르면, MMO화에 앞서 토치라이트 프랜차이즈를 먼저 대중에게 소개하기 위해 싱글 플레이 게임을 따로 개발했으며, 이렇게 하면 MMO게임을 출시할 시점에서는 정식 출시된 게임을 이미 하나 가지고 있게 되는 셈이다. MMO 버전 역시 동일한 액션 RPG 플레이를 유지할 것이며, 일부 그래픽 콘텐츠를 공유해 사용할 것이라 한다.
루닉 게임즈는 MMO 버전을 세계에 배급하기 위해, 중국 온라인 게임업체인 완미시공이 미국에 전액 출자해 세운 자회사인
퍼펙트 월드 엔터테인먼트와 파트너십 계약을 맺었다. MMO 버전은 무료로 즐길 수 있도록 만들 예정이기 때문에, 본 싱글 플레이 게임의 무료 MMO 업그레이드로 보일 수도 있다.

## MOD와 에디터
《토치라이트》는 플레이어에 의한 모드 제작이 가능하도록 제작되었다. 모드 제작은 별도로 배포된 TorchED를 통해서 이루어지는데, 이 개발 도구는 편집 모드와 테스트 모드를 자유롭게 전환할 수 있게 되어 있다. 플레이어, 몬스터, 아이템, 언어 번역 등등에 대한 편집을 할 수 있으며, 퀘스트 이벤트를 조작하거나 게임 밸런스, 스크립트 등을 손볼 수도 있게 되어 있다. 외부 데이터를 손쉽게 불러들일 수 있도록 다른 프로그램의 모델링이나 애니메이션 등을 읽을 수 있다.
TorchED는 2009년 11월 10일에 발표되었으며, FileFront에서 내려받을 수 있다.

## 평가
| 통합 점수     | 통합 점수               |
| 통합사        | 점수                    |
| ------------- | ----------------------- |
| 메타크리틱    | PC: 83/100 X360: 81/100 |
| 평론 점수     |                         |
| 평론사        | 점수                    |
| 1UP.com       | A                       |
| 유로게이머    | 8/10                    |
| 게임 인포머   | 8.75/10                 |
| 게임스팟      | 8.0/10                  |
| 게임스레이더+ | 9/10                    |
| IGN           | 8.6/10                  |
| RPGamer       | 4.5/5                   |

| 수상   | 수상                   |
| 평론사 | 수상                   |
| ------ | ---------------------- |
| RPGFan | E3 2009 PC RPG of Show |
| GDC    | 2010 Best Debut Game   |

## 같이 보기
- 《토치라이트 II》
- 《디아블로 III》
- 《헬게이트: 런던》
- 《미소스》